# Метросексуалност
Метросексуалност (стил Метро) е обществено явление, стил на живот, който се разпространява сред младите мъже под влияние на съвременната масова култура.
Определена роля за такъв стил на живот играе концентрирането на вниманието върху собствения външен вид, модата, използването на козметика, търсене на атрактивност и индивидуално излъчване. Тези качества обикновено се свързват с женствеността или с външните прояви на явните гейове, но метросексулността не е сексуална ориентация.
Терминът метросексуалност е използван за първи път от фейлетониста Марк Симпсън, като описание на мъжа, обитаващ големия град, консуматор на продуктите на известните козметични фирми и на дизайнерите на облекла. В съвременното разбиране за метросексуален мъж, това е мъжът, който използва само маркова козметика и парфюми, често се възползва от услугите на маникюрист, често обезкосмява цялото си тяло.
Пример за метросексуален мъж са редица известни личности: футболистът Дейвид Бекъм, актьорите Том Круз, Брад Пит и много други.